# Desiarchis hemisema
Desiarchis hemisema är en fjärilsart som beskrevs av Diakonoff 1952. Desiarchis hemisema ingår i släktet Desiarchis och familjen Carposinidae. Inga underarter finns listade i Catalogue of Life.